# Colin Dagba
Colin Obasanya Dagba (Béthune, França; 9 de setembre de 1998) és un futbolista professional francès que juga com a lateral dret al París Saint-Germain de la Ligue 1.

## Trajectòria del club
El 3 de juliol de 2017, Dagba va signar el seu primer contracte professional amb el Paris Saint-Germain que el va mantenir al club durant tres anys. Va debutar com a professional el 4 d'agost del 2018, sent titular en el partit del Trofeu dels Campions 2018 contra l'AS Mònaco, que va acabar amb victòria del seu PSG per 4-0.
El 3 d'octubre del 2019, Dagba va signar un contracte amb el PSG de durada fins al 30 de juny del 2024. El seu primer gol amb el club parisenc va arribar en la victòria de lliga per 3-1 contra el Montpeller el 5 de desembre del 2020.

## Vida personal
Nascut a França, els pares de Dagba són francesos i beninesos.

## Estadístiques

### Club
| Club                  | Temporada     | Lliga                | Lliga   | Lliga | Copa    | Copa | Continental | Continental | Altres  | Altres | Total   | Total |
| Club                  | Temporada     | Divisió              | Partits | Gols  | Partits | Gols | Partits     | Gols        | Partits | Gols   | Partits | Gols  |
| --------------------- | ------------- | -------------------- | ------- | ----- | ------- | ---- | ----------- | ----------- | ------- | ------ | ------- | ----- |
| Boulogne B            | 2015–16       | CFA 2                | 19      | 0     | —       | —    | —           | —           | —       | —      | 19      | 0     |
| Boulogne              | 2015–16       | Campionat Nacional   | 1       | 0     | 0       | 0    | —           | —           | —       | —      | 1       | 0     |
| Paris Saint-Germain B | 2016–17       | CFA                  | 6       | 0     | —       | —    | —           | —           | —       | —      | 6       | 0     |
| Paris Saint-Germain B | 2017–18       | Campionat Nacional 2 | 19      | 0     | —       | —    | —           | —           | —       | —      | 19      | 0     |
| Paris Saint-Germain B | Total         | Total                | 25      | 0     | —       | —    | —           | —           | —       | —      | 25      | 0     |
| París Saint-Germain   | 2018–19       | Lliga 1              | 17      | 0     | 3       | 0    | 1           | 0           | 1       | 0      | 22      | 0     |
| París Saint-Germain   | 2019-20       | Lliga 1              | 10      | 0     | 4       | 0    | 1           | 0           | 1       | 0      | 16      | 0     |
| París Saint-Germain   | 2020-21       | Lliga 1              | 25      | 1     | 3       | 0    | 5           | 0           | 0       | 0      | 33      | 1     |
| París Saint-Germain   | 2021–22       | Lliga 1              | 2       | 0     | 0       | 0    | 0           | 0           | 0       | 0      | 2       | 0     |
| París Saint-Germain   | Total         | Total                | 54      | 1     | 10      | 0    | 7           | 0           | 2       | 0      | 73      | 1     |
| Total carrera         | Total carrera | Total carrera        | 99      | 1     | 10      | 0    | 7           | 0           | 2       | 0      | 118     | 1     |

1. ↑  Appearance in Trophée des Champions
2. ↑  Appearance(s) in Coupe de la Ligue

## Premis
París Saint-Germain
- Lliga 1: 2018–19,[8] 2019–20[9]
- Copa de França: 2019–20,[10] 2020–21[11]
- Copa de la Lliga: 2019–20[12]
- Trophée des Champions: 2018,[13] 2019[14]
- Subcampió de la UEFA Champions League: 2019–20[15]